# Miquel Valls (hisendat)
|  | Pel que fa a l'economista i empresari català, vegeu Miquel Valls i Maseda. |

Miquel Valls (Reus, mitjans del segle xviii - mitjans del segle XIX) va ser un pagès, terratinent i polític català.
De família pagesa, el seu avi, també Miquel Valls, que era comerciant i pagès, va ser jurat per la mà mitjana al consistori reusenc el 1711, i va començar a comprar terres als voltants de Reus. El seu net, va ocupar diverses regidories al consistori reusenc cap al 1765 i 1770 i el 1785 i 1786 va ser alcalde de Reus.
Durant el seu mandat com a alcalde, el 1785 es va organitzar el cos de Serenos o vigilants nocturns «a imitación de Valencia» diu l'historiador Andreu de Bofarull quan dona la notícia. Es van comprar uniformes i armaments i es va copiar el reglament del que havia aprovat l'ajuntament de València. Va rebre la confirmació reial per a posar en funcionament el cos el 31 de desembre de 1785. A finals de 1786, segons es desprèn del qüestionari per elaborar el Cens de Floridablanca, l'alcalde va respondre que la vila tenia 14.440 habitants. Durant el seu mandat, es va mantenir una copiosa correspondència amb el Comte de Floridablanca sobre les autoritzacions per a construir una carretera des de Reus fins a Salou per enllaçar amb el port, i es van elaborar uns plànols del seu traçat per enviar-los a Madrid. La carretera era quasi absolutament rectilínia i es va començar a construir de forma immediata. El creixement de la petita indústria reusenca va ser afavorida pel consistori, i així, a finals de 1785, hi havia en funcionament 511 telers de mocadors de seda i d'estamenya, creant riquesa a la ciutat i al comerç i permetent a l'ajuntament augmentar els impostos.